# آلبوم‌شناسی دیمو بورگیر
دیسکوگرافی دیمو بورگیر، یک گروه سمفونیک بلک متال نروژی، شامل ده آلبوم استودیویی، چهار نمایش توسعه یافته، یک آلبوم تلفیقی، شش تک آهنگ و سه موزیک ویدیو است.
دیمو بورگیر در سال ۱۹۹۳ توسط شاگرات , Silenoz و Tjodalv در اسلو، نروژ تشکیل شد و اولین نمایشنامه توسعه یافته خود را با نام Inn i evighetens mørke (به انگلیسی: Into Eternal Darkness) در سال ۱۹۹۴ منتشر کرد، پس از مدت کوتاهی اولین آلبوم استودیویی خود را به نام For all tid منتشر کرد. انگلیسی: For All Time)، در همان سال. دو سال بعد، در سال ۱۹۹۶، آنها دومین آلبوم استودیویی خود را Stormblåst (به انگلیسی: Stormblown) زیر نظر نوکلیر بلست منتشر کردند و آخرین آلبوم آنها بود که کاملاً به زبان نروژی خوانده شد تا اینکه در سال ۲۰۰۵ مجدداً آن را ضبط کرد. اولین آلبوم گروه تحت عنوان انفجار هسته‌ای، سومین آلبوم استودیویی آن‌ها به نام Enthrone Darkness Triumphant بود و همچنین اولین آلبوم آن‌ها بود که به چارت‌ها راه یافت. اوج گرفتن در هفتمین هفته خود در نمودارهای فنلاند در رتبه ۲۶ و اولین حضور در نمودارهای آلمان در رتبه 75. قبل از انتشار چهارمین آلبوم استودیویی خود، Spiritual Black Dimensions ; در سال ۱۹۹۹، Dimmu Borgir آلبوم تلفیقی Godless Savage Garden را منتشر کرد تا، به گفته گروه، «هنگامی که منتظر نسخه کامل بعدی، Spiritual Black Dimensions هستند، طرفداران را نگه دارد.» دو سال بعد، در سال ۲۰۰۱، آنها پنجمین آلبوم استودیویی خود را با نام «Puritanical Euphoric Misanthropia» منتشر کردند و دو سال بعد ششمین و اولین آلبوم خود را در ایالات متحده منتشر کردند. فرقه مرگ آرماگدون. در سال ۲۰۰۵ گروه دومین آلبوم استودیویی خود را تحت عنوان Stormblåst MMV ضبط مجدد کرد و سپس اولین آلبوم مفهومی خود را در سال ۲۰۰۷ در Sorte Diaboli منتشر کرد که در رتبه اول جدول آلبوم‌های نروژی قرار گرفت و در رتبه ۴۳ قرار گرفت. Billboard 200، که آنها را به اولین گروه نروژی از زمان a-ha تبدیل می‌کند که ۵۰ گروه برتر ایالات متحده را شکست. تا سال ۲۰۱۰، دیمو بورگیر بیش از ۴۰۰۰۰۰ آلبوم در ایالات متحده فروخته بود.

## آلبوم‌ها

### آلبوم‌های استودیویی
| For all tid                              | - Released: 1995 - Label: No Colours - Format: CD, CS, LP, DL                     | —  | —  | —  | —  | —  | —  | —   | —  | —   | —   | —   |                               |             |
| Stormblåst                               | - Released: ۲۵ ژانویه ۱۹۹۶ - Label: Cacophonous - Format: CD, CS, LP, DL          | —  | —  | —  | —  | —  | —  | —   | —  | —   | —   | —   |                               |             |
| Enthrone Darkness Triumphant             | - Released: ۳۰ مه ۱۹۹۷ - Label: Nuclear Blast - Format: CD, CS, LP, DL            | —  | —  | —  | 26 | —  | 75 | —   | —  | —   | —   | —   | - US: 7,098+ - WW: 300,000+   |             |
| Spiritual Black Dimensions               | - Released: ۲ مارس ۱۹۹۹ - Label: Nuclear Blast - Format: CD, CS, LP, DL           | 18 | 31 | —  | 14 | —  | 25 | 98  | 44 | —   | —   | —   | - US: 7,914+ - WW: 250,000+   |             |
| Puritanical Euphoric Misanthropia        | - Released: ۲۰ مارس ۲۰۰۱ - Label: Nuclear Blast - Format: CD, CS, LP, DL          | 16 | 23 | —  | 11 | 66 | 16 | 71  | 28 | —   | —   | 192 | - WW: 400,000+                |             |
| Death Cult Armageddon                    | - Released: ۸ سپتامبر ۲۰۰۳ - Label: Nuclear Blast - Format: CD, CS, LP, DVD-A, DL | 2  | 14 | 54 | 9  | 35 | 12 | 42  | 28 | 170 | 289 | 125 | - US: 130,000+ - WW: 500,000+ |             |
| In Sorte Diaboli                         | - Released: ۲۴ آوریل ۲۰۰۷ - Label: Nuclear Blast - Format: CD, CD+DVD, LP, DL     | 1  | 11 | 30 | 6  | 34 | 7  | 37  | 10 | 43  | 131 | 143 | - US: 75,000+ - NOR: 15,000+  | - NOR: Gold |
| Abrahadabra                              | - Released: ۲۴ سپتامبر ۲۰۱۰ - Label: Nuclear Blast - Format: CD, LP, DL           | 2  | 20 | 24 | 8  | 43 | 15 | 100 | 17 | 42  | 282 | 117 | - US: 9,400 (1st week)        |             |
| Eonian                                   | - Released: ۴ مه ۲۰۱۸ - Label: Nuclear Blast - Format: CD, CS, LP, DL             | 2  | 10 | 5  | 4  | 33 | 4  | 64  | 32 | 142 | 158 | 73  |                               |             |
| "—" denotes releases that did not chart. |                                                                                   |    |    |    |    |    |    |     |    |     |     |     |                               |             |

### آلبوم‌های دوباره ضبط شده
| عنوان          | جزئیات آلبوم                                                                   | اوج موقعیت‌های نمودار | اوج موقعیت‌های نمودار | اوج موقعیت‌های نمودار | اوج موقعیت‌های نمودار | اوج موقعیت‌های نمودار            | حراجی                           |
| عنوان          | جزئیات آلبوم                                                                   | NOR {{سخ}}           | FRA {{سخ}}           | GER {{سخ}}           | JPN {{سخ}}           | ایالات متحده {{سخ}} Ind. {{سخ}} | حراجی                           |
| -------------- | ------------------------------------------------------------------------------ | -------------------- | -------------------- | -------------------- | -------------------- | ------------------------------- | ------------------------------- |
| Stormblåst MMV | - منتشر شده: ۱۱ نوامبر ۲۰۰۵ - برچسب: انفجار هسته ای - فرمت: CD, CD+DVD, LP, DL | 24                   | 183                  | 87                   | 300                  | 38                              | - ایالات متحده: ۳۰۰۰ (هفته اول) |

### آلبوم‌های تألیفی
| عنوان           | جزئیات آلبوم                                                           | اوج موقعیت‌های نمودار | اوج موقعیت‌های نمودار | اوج موقعیت‌های نمودار | اوج موقعیت‌های نمودار |
| عنوان           | جزئیات آلبوم                                                           | AUT {{سخ}}           | FIN {{سخ}}           | GER {{سخ}}           | NLD {{سخ}}           |
| --------------- | ---------------------------------------------------------------------- | -------------------- | -------------------- | -------------------- | -------------------- |
| باغ بی خدا وحشی | - منتشر شده: ۴ اوت ۱۹۹۸ - برچسب: انفجار هسته ای - فرمت: CD, CS, LP, DL | ۴۷                   | ۲۵                   | ۵۶                   | ۹۸                   |

## نمایشنامه‌های توسعه یافته
| عنوان                        | جزئیات آلبوم                                                                  |
| ---------------------------- | ----------------------------------------------------------------------------- |
| مسافرخانه i evighetens mørke | - تاریخ انتشار: ۱۷ دسامبر ۱۹۹۴ - برچسب: تولیدات گالری نکرومانتیک - فرمت‌ها: LP |
| راه شیطان                    | - منتشر شده: ۱۹ ژوئن ۱۹۹۶ - برچسب: Hot Records - فرمت‌ها: سی دی                |
| زنده در عذاب                 | - منتشر شده: ۲۶ فوریه ۲۰۰۲ - برچسب: انفجار هسته ای - فرمت‌ها: CD, DL           |
| انسان دوستی جهانی            | - منتشر شده: ۲۸ مه ۲۰۰۲ - برچسب: انفجار هسته ای - فرمت‌ها: CD, CD+DVD, LP      |
| اجلاس بین بعدی               | - منتشر شده: ۲۳ فوریه ۲۰۱۸ - برچسب: انفجار هسته ای - فرمت‌ها: سی دی، ال پی     |

تک آهنگ‌ها
| سال  | عنوان                      | آلبوم             |
| ---- | -------------------------- | ----------------- |
| ۲۰۰۳ | " فرزندان آخرالزمان بزرگ " | فرقه مرگ آرماگدون |
| ۲۰۰۳ | " Vredesbyrd "             | فرقه مرگ آرماگدون |
| ۲۰۰۷ | " پیشنهاد مار "            | در Sorte Diaboli  |
| ۲۰۰۷ | " تمسخر توهین آمیز "       | در Sorte Diaboli  |
| ۲۰۱۰ | " دروازه‌ها "               | آبراهادابرا       |

## فیلم‌ها

### انتشارات ویدئویی
| عنوان             | جزئیات آلبوم                                                                              | اوج موقعیت‌های نمودار | اوج موقعیت‌های نمودار | اوج موقعیت‌های نمودار | اوج موقعیت‌های نمودار | اوج موقعیت‌های نمودار | اوج موقعیت‌های نمودار |
| عنوان             | جزئیات آلبوم                                                                              | نه دی وی دی {{سخ}}   | AUT DVD {{سخ}}       | دی وی دی SWI {{سخ}}  | FIN {{سخ}}           | GER {{سخ}}           | دی وی دی SWE {{سخ}}  |
| ----------------- | ----------------------------------------------------------------------------------------- | -------------------- | -------------------- | -------------------- | -------------------- | -------------------- | -------------------- |
| انسان دوستی جهانی | - منتشر شده: ۲۸ مه ۲۰۰۲ - برچسب: انفجار هسته ای - فرمت‌ها: VHS, DVD, DVD+CD                | -                    | -                    | -                    | -                    | -                    | 2                    |
| تاریکی ارزشمند    | - منتشر شده: ۶ اکتبر ۲۰۰۸ - برچسب: انفجار هسته ای - فرمت‌ها: DVD, DVD+CD, LP               | 2                    | 3                    | 8                    | 28                   | 69                   | 7                    |
| نیروهای شب شمالی  | - منتشر شده: ۲۸ آوریل ۲۰۱۷ - برچسب: انفجار هسته ای - فرمت‌ها: CD, CD+DVD, CD+BD, Double LP | -                    | -                    | -                    | -                    | 17                   | -                    |

### نماهنگ
| سال  | عنوان                         | کارگردان       |
| ---- | ----------------------------- | -------------- |
| ۱۹۹۵ | "Alt Lys er Svunnet Hen"      | دیمو بورگیر    |
| ۱۹۹۷ | "کاخ عزا"                     | دیمو بورگیر    |
| ۱۹۹۷ | "طلسم شده (توسط شیطان)"       | دیمو بورگیر    |
| ۱۹۹۹ | "معروف به نیروی حیات محرمانه" | دیمو بورگیر    |
| ۲۰۰۱ | "پوریتانیا"                   | دیمو بورگیر    |
| ۲۰۰۳ | "نتاجیان آخرالزمان بزرگ"      | پاتریک اولائوس |
| ۲۰۰۳ | "Vredesbyrd"                  | پاتریک اولائوس |
| ۲۰۰۵ | "سورگنس کامر - دل دوم"        | پاتریک اولائوس |
| ۲۰۰۷ | "پیشنهاد مار"                 | پاتریک اولائوس |
| ۲۰۰۷ | "تسخیر مقدس"                  | یواخیم لوتکه   |
| ۲۰۰۸ | «میراث برگزیده»               | تاد یونکر      |
| ۲۰۱۰ | "دروازه ها"                   | ساندرا مارشنر  |
| ۲۰۱۰ | «دیمو بورگیر»                 | ساندرا مارشنر  |
| ۲۰۱۸ | «اجلاس بین بعدی»              | —              |
| ۲۰۱۸ | «شورای گرگ‌ها و مارها»         | پاتریک اولائوس |